# امبابای، جانسی
امبابای جانسی (به انگلیسی: Ambabai Jhansi) یک منطقهٔ مسکونی در هند است که در اوتار پرادش واقع شده‌است.